# Oncocnemis augustus
Oncocnemis augustus là một loài bướm đêm trong họ Noctuidae.